# 暗区突围
《暗区突围》是一款由腾讯游戏旗下魔方工作室开发的第一人称射击游戏。《暗区突围》于2022年7月13日由腾讯游戏在中国大陆地区发行，又于2023年7月14日由Level Infinite于全球其他地区发行，登陆iOS和Android平台。游戏于2024年底以《暗区突围：无限》为名登陆Microsoft Windows平台，并在当年8月13日公布了抢先体验版。
游戏以战术博弈为核心玩法，设计较为硬核、拟真。玩家须在开始游戏前携带部分装备，并使用这些装备在游戏地图中对战玩家或环境，并在探索的同时搜集更多有价值的道具后返回。若玩家在游戏中死亡，则会失去其持有的大多数装备。游戏还引入了光线追踪和帧预测等功能。
许多评论员表扬了游戏玩法、美术和用户界面的设计，但也有部分媒体指责本作玩法的学习成本较高。《暗区突围：无限》也被批评其内购付费模式设计不合理。批评者认为玩家购买的装备会导致玩家间的显著差距，且不能永久持有。《暗区突围：无限》的主要竞争对手《逃离塔科夫》曾指控本作抄袭，但被许多玩家和部分媒体否定，也导致了部分《逃离塔科夫》玩家流入了本游戏。

## 玩法
《暗区突围》是一款免费游玩的服务型游戏。设定于虚拟的地区“卡莫纳”。游戏以第一人称射击游戏为核心玩法的战术博弈类游戏，并在玩法中融入了生存和养成元素。游戏地图与荒废鬼镇相似，风格无序而混沌。玩家可通过射击等方式对战玩家或非玩家角色。本作与传统射击游戏不同，玩家的游戏目标是携带有价值的游戏道具撤离而非击败更多玩家。每局游戏开始前，玩家需要在游戏前选择携带枪支、弹药和其他装备进入地图。若在游戏中死亡，玩家将失去其携带的大部分道具。游戏设计了高级物资区，玩家可进入其中探索并拾取价值更高的游戏道具，但也需承担更高的死亡风险。游戏地图内分布了部分撤离点，玩家需在规定时间内抵达撤離点并完成游戏。游戏外，本作还设计了经济系统。玩家可出售在游戏中收集的战利品换取游戏币，从而与系统或其他玩家交易，购买其他装备再次进行游戏。游戏还设计了世界观，主旨为战争、人性和利益。玩家可在与非玩家角色的交互时体验相关内容。
本作的玩法较为硬核、拟真。不显示枪械中剩余的子弹数量。在玩家不开镜时
有虚拟准星功能。游戏内共有48种枪械，其建模参考了现实枪械的机械结构。游戏设计了700余种枪械配件，每只枪械可装配10余种配件，并获得不同属性加成。游戏内还有多种子弹，装配不同类型的子弹影响玩家的射击伤害等属性。在游戏的健康系统中，角色的不同部位的生命值单独计算。不同部位受到攻击会带来不同的负面状态，如腿部损伤会导致角色移动速度减缓等。若头部、胸部的生命值归零，角色将会死亡。玩家可使用医疗道具对角色进行治疗，并食用食物和水满足角色生理需求。

## 开发
《暗区突围》由腾讯游戏旗下魔方工作室开发，使用了虚幻引擎4。截止发行日，《暗区突围》的开发历时两年半，而《暗区突围：无限》的开发历时三余年。本作开发团队人数不足100人，但工作室总裁张晗劲为本项目投入了大量资源。游戏地图“暗区”受到美国小说作家汤姆·克兰西的启发，设计旨在给玩家传递紧张感。本作移动端的开发致力于对标PC平台的游戏品质。在游戏开发的过程中，项目组参考了相似游戏《逃离塔科夫》的设计。他们还认为，该游戏有产品形态不清晰的问题，并汲取了相关经验。

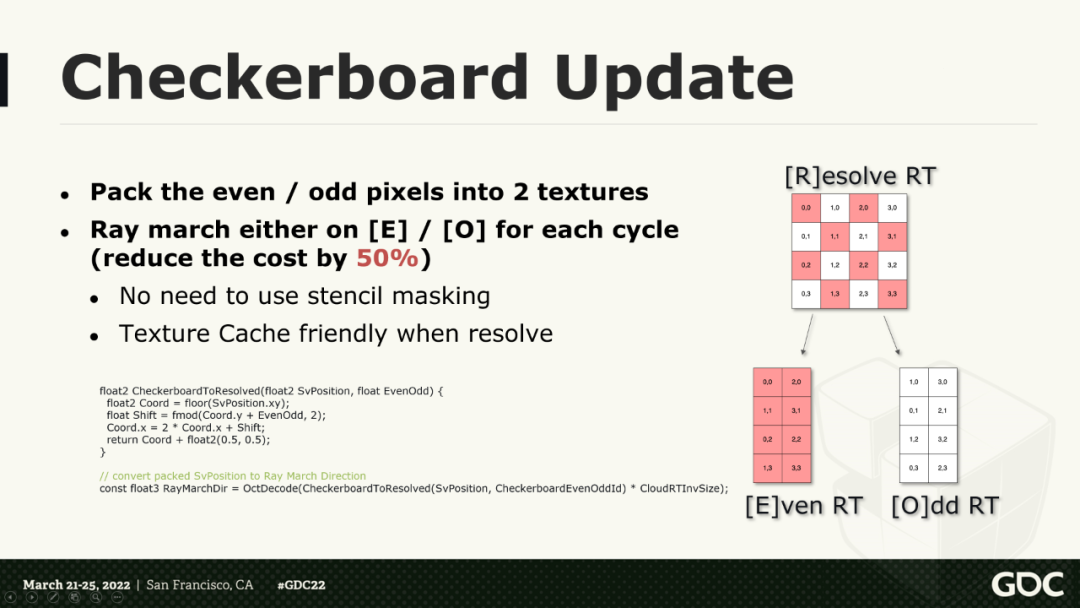
棋盘更新分别将编号为奇数和偶数的像素打包成两组，每次更新时仅使用其中的一组，而非计算全部像素，减少了一半的计算。

渲染方式上，《暗区突围》使用了基于物理的渲染。游戏使用了Vulkan应用程序接口从而在移动设备上实现低成本光线追踪。管理光线追踪场景是开发者制作光线追踪功能的主要挑战。他们通过计算角色视角到模型的距离的方式，检索并取消了部分不必要的计算，提高了渲染性能。在游戏场景的天气系统中，为使其功耗更低，他们取消了功耗较大的着色器查找表和地平线以下的光线计算。在云的制作中，他们先为云完成了建模，并使用了“棋盘更新”技术，减少了一半的渲染计算。

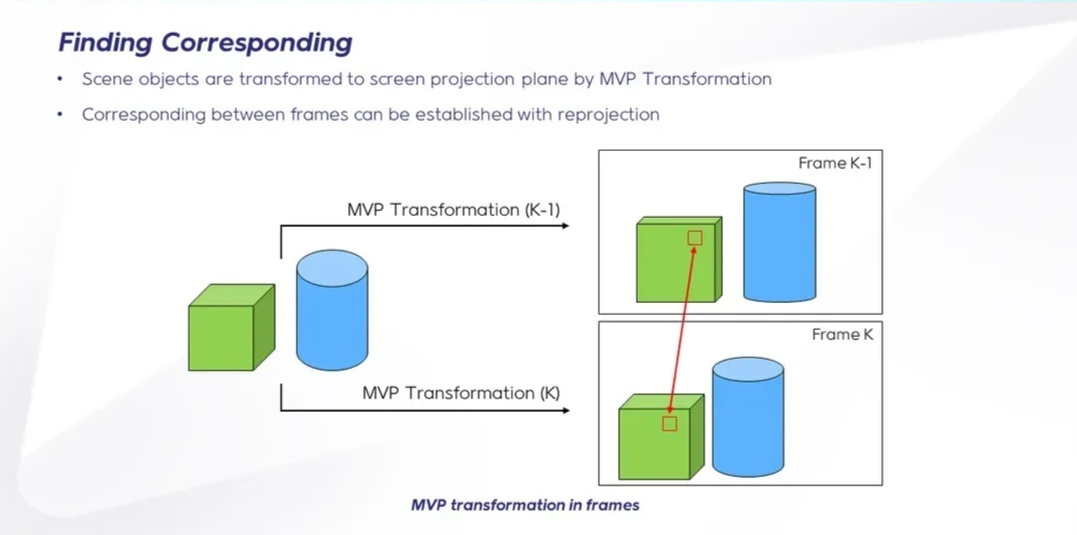
经过渲染的相邻的两帧中，绿色正方体红色标记区域的渲染结果完全一致。第二帧可利用前一帧的计算结果，避免重复计算。

为提高游戏的帧率并减少功耗，项目组为本作进行了一系列技术研发。他们首先尝试了深度学习、视频插帧等方法，但由于功耗过大和画面响应延迟等问题而放弃。由于玩家游戏时，相邻两帧的静止模型的渲染结果极为相似，因此项目组通过预测下一帧的方式重复使用之前计算结果，避免了重复的计算，提高了程序运行性能。

## 宣传与发行
《暗区突围》于2022年7月13日由腾讯游戏在中国大陆地区发行，又于2023年7月14日由Level Infinite于全球其他地区发行，登陆iOS和Android平台。游戏预计于2024年底以《暗区突围：无限》为名登陆Microsoft Windows平台，并在当年8月13日公布了抢先体验版。《暗区突围：无限》于同年8月21日参与了Gamescom2024展览进行宣传。腾讯在关键意见领袖直播和社交媒体上投入一定资源用于游戏宣传，并通过直播和视频的方式向玩家科普游戏玩法，以弥补游戏内部分难以上手的元素。项目组还邀请了百余名游戏主播参加其举办的赛事进行产品宣传。

## 评价与反响

### 评价
部分评论员赞扬了《暗区突围》的玩法设计。游戏的玩法令Pocket Gamer评论员斯蒂芬-格雷格森·伍德感到很有希望。他享受游戏的过程，还认为战斗开始前的装备编辑同样很有趣。他预测本作很可能成为一大热门。该媒体的肖恩·沃尔顿持相似观点，并将本作比作手机射击游戏的新巨头。另外，他还指出游戏的用户界面十分简洁。游戏葡萄的肉串认为游戏的美术和地图细节设计优秀。媒体Dot Esports着重赞扬了游戏的射击反馈和角色动作，并将其评为2023年的最佳手机游戏。媒体IGN和触乐的董杭叶都赞扬了开发者的技术研发。IGN表示游戏可以在配置较低的设备上流畅运行，而董杭叶则表扬了游戏移动端集成了大量PC端独有的技术。
一些媒体质疑了游戏过于硬核、拟真的玩法设计。GameRes游资网的南山表扬了游戏的玩法设计，但也担忧此类玩法会导致玩家学习成本过高从而无法吸引追求即时快感的玩家。斯蒂芬-格雷格森·伍德也持相似观点，他分析过大的学习成本可能导致不熟悉该类型游戏的玩家迷茫。董杭叶和游戏葡萄的依光流则认为，游戏在硬核和有趣之间达到了平衡，使得游戏能够吸引足够的玩家。PC Gamer的杰克·塔克认为在不影响游戏体验的同时使游戏易于学习是本作最大的成功。另外，福布斯的评论员迈克·斯塔布斯认为游戏应改善角色的运动动作、添加单人匹配模式、完善游戏外挂限制系统、增加玩家获取的游戏币和优化角色出生点的设置。

### 争议
《暗区突围：无限》的付费模式是争议的焦点之一。玩家可购买游戏币从而获得更优秀的装备，但杰克·塔克和PCGamesN的威尔·纳尔逊都认为该模式导致了玩家间的不公平竞争。Dot Esports的马特乌什·米特认为，由于本作的玩法，玩家付费购买的物品并不能永久持有是该系统最不合理之处。迈克·斯塔布斯认为付费玩家与其他玩家间有着显著差距。该模式也在社交媒体上引发了部分玩家的不满。作为回应，开发者孙一鸣称游戏内的付费系统仅能节省玩家的时间，而并非在游戏内取胜的关键。
此外，《暗区突围：无限》的主要竞争对手《逃离塔科夫》开发者曾在社交媒体指控本作抄袭。迈克·斯塔布斯和斯蒂芬-格雷格森·伍德认为二者有很多的相似之处，但迈克认为没有证据证实暗区突围的抄袭之嫌。孙一鸣回应称，本作参考了很多《逃离塔科夫》的元素，但仍有诸多不同。单纯的抄袭并不能获得成功。由于《逃离塔科夫》离线版本的昂贵定价引起了玩家的不满，因此玩家对该游戏开发者态度不佳，该指控随即被许多玩家批评，并使得该游戏部分玩家流入了《暗区突围：无限》。

### 流行度
自《暗区突围》发行8小时后，游戏便在App Store平台的100余个地区取得第一名的成绩，在额外的52个地区中也取得了前十名的成绩。发行一个月后，游戏的注册用户突破8000万。